# 1729 en santé et médecine
| Années de la santé et de la médecine : 1726 - 1727 - 1728 - 1729 - 1730 - 1731 - 1732    |
| Décennies de la santé et de la médecine : 1690 - 1700 - 1710 - 1720 - 1730 - 1740 - 1750 |

Cet article présente les faits marquants de l'année 1729 en santé et médecine.

## Événements
- 6 août : Ouverture de la Royal Infirmary of Edinburgh (en) connu comme l'Hôpital pour les malades pauvres (Hospital for the Sick Poor) ou l'Hôpital des médecins (Physicians' Hospital) à Édimbourg (Écosse)[1].

## Naissances
- 12 janvier : Lazzaro Spallanzani (mort en 1799), biologiste italien.
- 17 janvier : Camillo Bonioli (it), (mort en 1791), chirurgien italien.
- 31 août : Friedrich Wilhelm Martini (mort en 1778), médecin et naturaliste allemand.
- 31 octobre :  Vittorio Amedeo Gioanetti (it) (mort en 1815), médecin et chimiste italien.
- 5 novembre : Carlo Mondini (it) (mort en 1803), médecin et anatomiste italien.
- 21 novembre : Josiah Bartlett (mort en 1795), médecin et politicien américain.

## Décès
- 11 février : Giovanni Girolamo Zannichelli (né en 1662), pharmacologue, chimiste et botaniste italien,
- 18 mars : Michael Bernhard Valentini (né en 1657), médecin et collectionneur allemand.